# Euctemon (cráter)

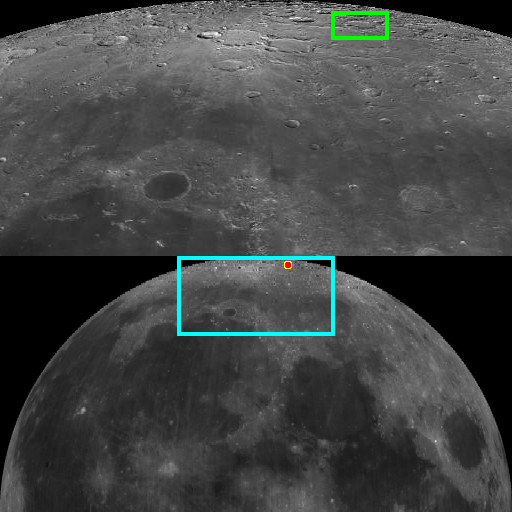
Euctemon sobre la esfera lunar

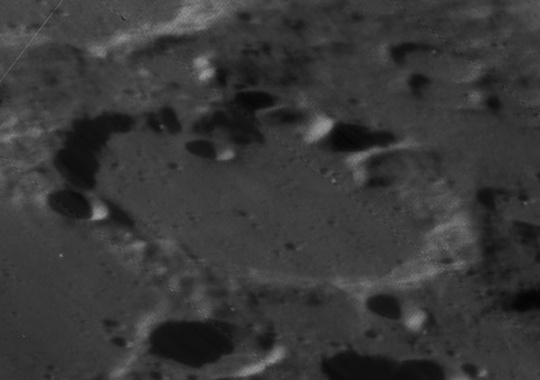
Fotografía de la misión Lunar Orbiter 4 (1967)

Euctemon es un cráter de impacto que se encuentra en el hemisferio norte de la Luna, en el lado noroeste del brocal del cráter Baillaud. Al sudoeste de Euctemon aparece la gran llanura amurallada del cráter Meton, y al norte-noreste se halla el cráter De Sitter. Debido a su ubicación, Euctemon aparece en escorzo visto desde la Tierra.
|  |

El piso interior de este cráter se ha regenerado tiempo después de la formación original del cráter, dejándolo casi a nivel, sin rasgos destables; quedando el cráter reducido a una llanura rodeada por el borde exterior desgastado. Este suelo está marcado solamente por una serie de pequeños cráteres. Euctemon K aparece cerca de la pared interna del lado suroeste. Un pequeño cráter corta el borde occidental, y se ha unido con el cráter principal mediante una brecha en su borde oriental. Los dos cráteres ahora comparten el mismo fondo. Justo al norte se encuentra otro pequeño cráter, Euctemon H, que ahora forma una amplia hendidura a través del brocal. A lo largo de la cresta que separa Euctemon de Baillaud se alza el pequeño cráter Euctemon N.

## Cráteres satélite
Por convención estos elementos son identificados en los mapas lunares poniendo la letra en el lado del punto medio del cráter que está más cerca de Euctemon.
|          | \| Euctemon \| Coordenadas \| Diámetro \| \| -------- \| ---------------------------- \| -------- \| \| C \| 76°12′N 38°54′E / 76.2, 38.9 \| 20 km \| \| D \| 77°06′N 39°12′E / 77.1, 39.2 \| 20 km \| \| H \| 76°18′N 26°36′E / 76.3, 26.6 \| 16 km \| \| K \| 75°54′N 28°24′E / 75.9, 28.4 \| 7 km \| \| N \| 75°30′N 33°06′E / 75.5, 33.1 \| 8 km \| |          |
| Euctemon | Coordenadas | Diámetro |
| C        | 76°12′N 38°54′E / 76.2, 38.9 | 20 km    |
| D        | 77°06′N 39°12′E / 77.1, 39.2 | 20 km    |
| H        | 76°18′N 26°36′E / 76.3, 26.6 | 16 km    |
| K        | 75°54′N 28°24′E / 75.9, 28.4 | 7 km     |
| N        | 75°30′N 33°06′E / 75.5, 33.1 | 8 km     |